# Complesso di case popolari a Sorgane

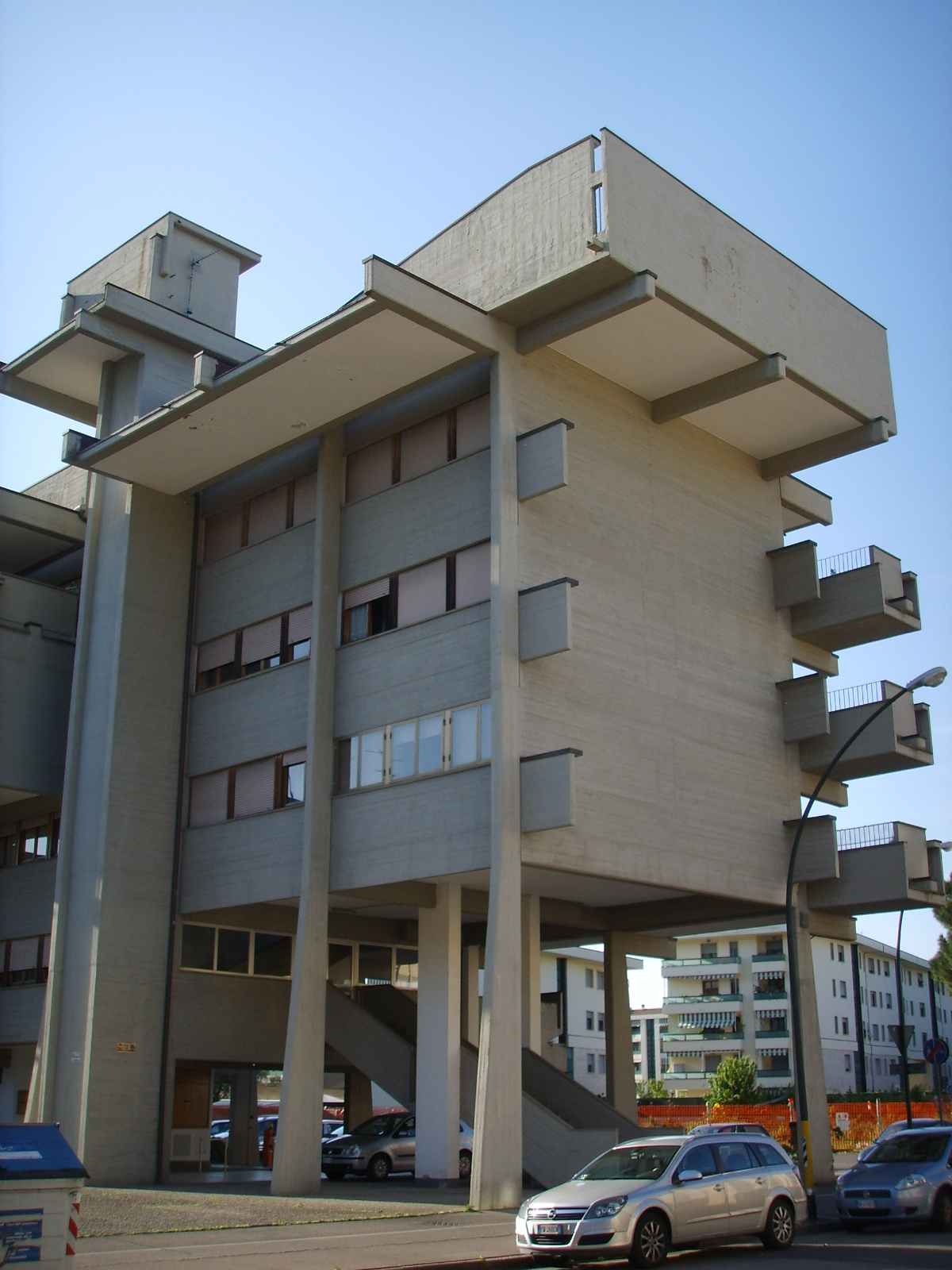
L'edificio "A"

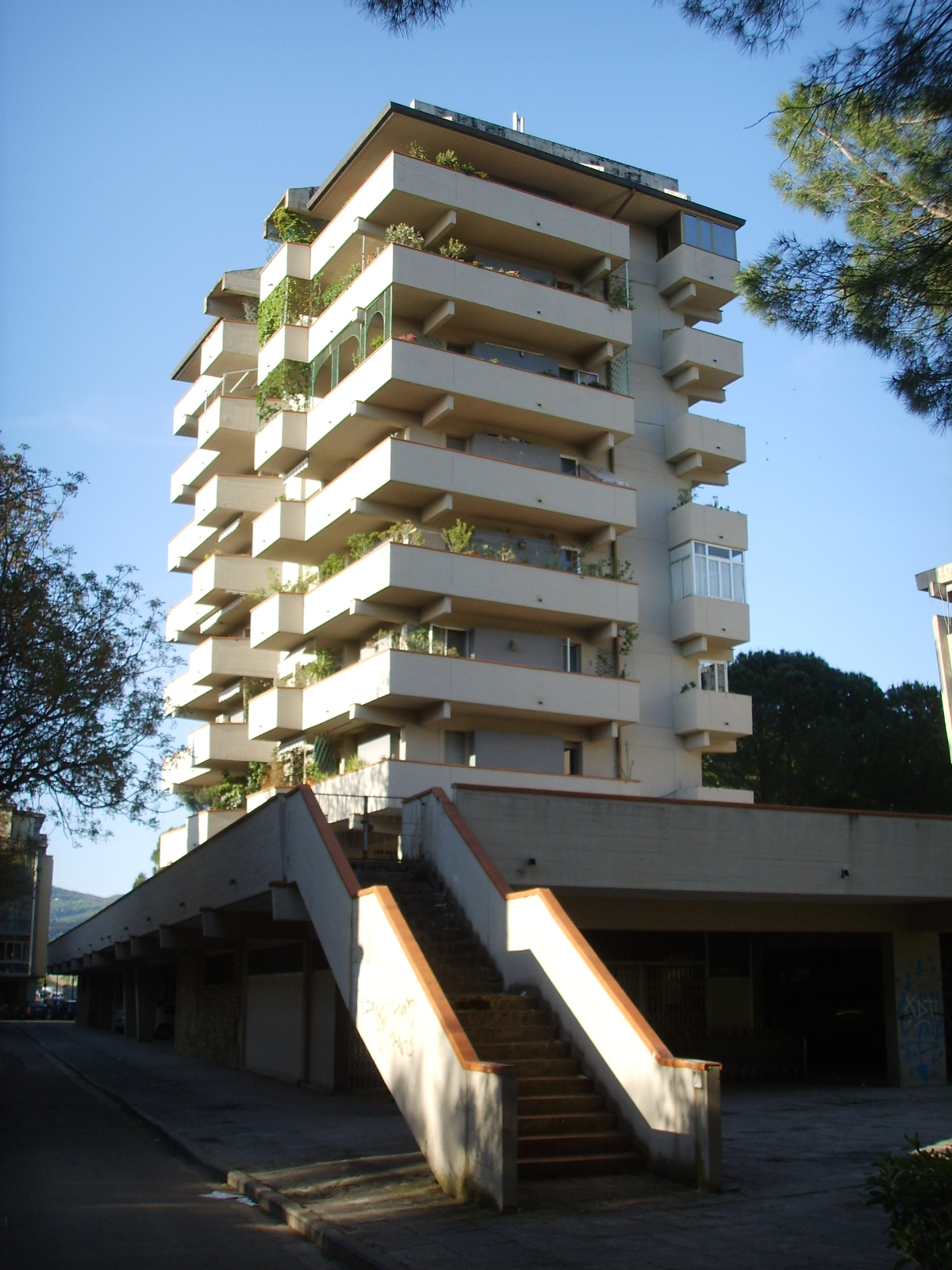
"La Torre"

Il complesso di case popolari a Sorgane è uno dei più importanti progetti urbanistici compiuti nel XX secolo a Firenze. Si tratta di più edifici situati in viale Benedetto Croce, 26-32, 40-50, 64-74, 76-96, via Isonzo, 1-19, 25-35, 28-30, 32-60 e via Tagliamento.

## Storia
Il piano urbanistico di Sorgane è stato elaborato nel 1957 da 37 progettisti (architetti e ingegneri, compresi Leonardo Savioli e Leonardo Ricci), divisi in otto gruppi, coordinati da Giovanni Michelucci.
Principio informatore del piano era quello di creare un sistema urbano fortemente articolato e unitario, alternativo alle periferie e ai quartieri tradizionali. Esso prevedeva una struttura articolata in due parti: l'insediamento in pianura e quello in collina, la "città bassa" e la "città alta" (destinata alle strutture di servizio), impostate secondo direttrici ortogonali, separate da una zona verde di rispetto ma collegate tra di loro. Secondo le previsioni del piano, gli elementi naturali dovevano integrarsi al quartiere occupando, assieme a strade e servizi, circa il 50% della superficie disponibile (420.000 m²): un piano "organico", come ebbe a definirlo Michelucci sottolineando che la "città alta", con l'ampia piazza à pendant di quella in pianura, era stata da lui concepita come "un secondo piazzale Michelangelo", in alternativa a quello esistente ma collegabile ad esso con il prolungamento del viale dei colli. Notoriamente il progetto provocò un'accesa querelle,  su due motivi essenziali: l'ubicazione del quartiere a est della città, opposta alla direttrice di sviluppo fissata dal piano regolatore del 1951, e il timore che l'intervento potesse compromettere l'integrità paesaggistica del sito collinare, in cui sarebbe sorto il nuovo quartiere.
Avvenne così che il piano fu drasticamente ridimensionato in fase di approvazione definitiva (1962), con l'esclusione di qualsiasi tipo di intervento sulla collina. Dall'iniziale previsione di 12.000 abitanti, si passò a 4.500 e degli otto gruppi ne restarono solo tre, capeggiati da Savioli, Ricci e Ferdinando Poggi.
A Sorgane Ricci e Savioli poterono sperimentare il tema, caro ad entrambi, della "macrostruttura", intesa come pezzo di città e in scala con essa, atta a scardinare la concezione tradizionale del blocco di appartamenti "segregato". Ricordando questa esperienza Ricci si espresse in questi termini: "Per me è stata un'altra verifica di spazio nuovo per una società nuova, anche se limitato (a 4.500 abitanti), condizionato, represso...". Il progetto della macrostruttura a ballatoio "La Nave" (1962-1968), che sollevò un interesse particolare nella critica (Koenig, Zevi, ecc.), nacque anche dallo stimolante confronto con l'Unité d'habitation di Le Corbusier, che Ricci vagliò criticamente proponendo una soluzione diversa: "[L'Unité] è una cosa che ho visto, che ho studiato, nelle sue qualità e nei suoi errori. Ma al fondo c'è lo sbaglio di disintegrare una parte del tessuto sociale, di separarlo dal resto del contesto. Chi abita l'Unité sta come in un ghetto".
A differenza del maestro svizzero, Ricci non volle dotare l'organismo di servizi comuni (l'asilo ad esempio). Fermo restando nella convinzione che "gli abitanti nel bene e nel male, debbono per forza conoscersi. I bambini debbono per forza incontrarsi..." l'architetto inserì nella macrostruttura un sistema molto articolato di percorsi, verticali e orizzontali, atti a favorire gli incontri, gli scambi tra gli abitanti. L'interesse di questa proposta sta, in definitiva, nella sintesi tra valenze architettoniche e urbanistiche, nel fatto che la macrostruttura intende proporsi come fulcro propulsivo di dinamiche comportamentali aperte e integrate, in grado di irradiarsi all'esterno, di relazionarsi al quartiere, o quanto meno di innescare un processo di questo tipo.

## Urbanistica

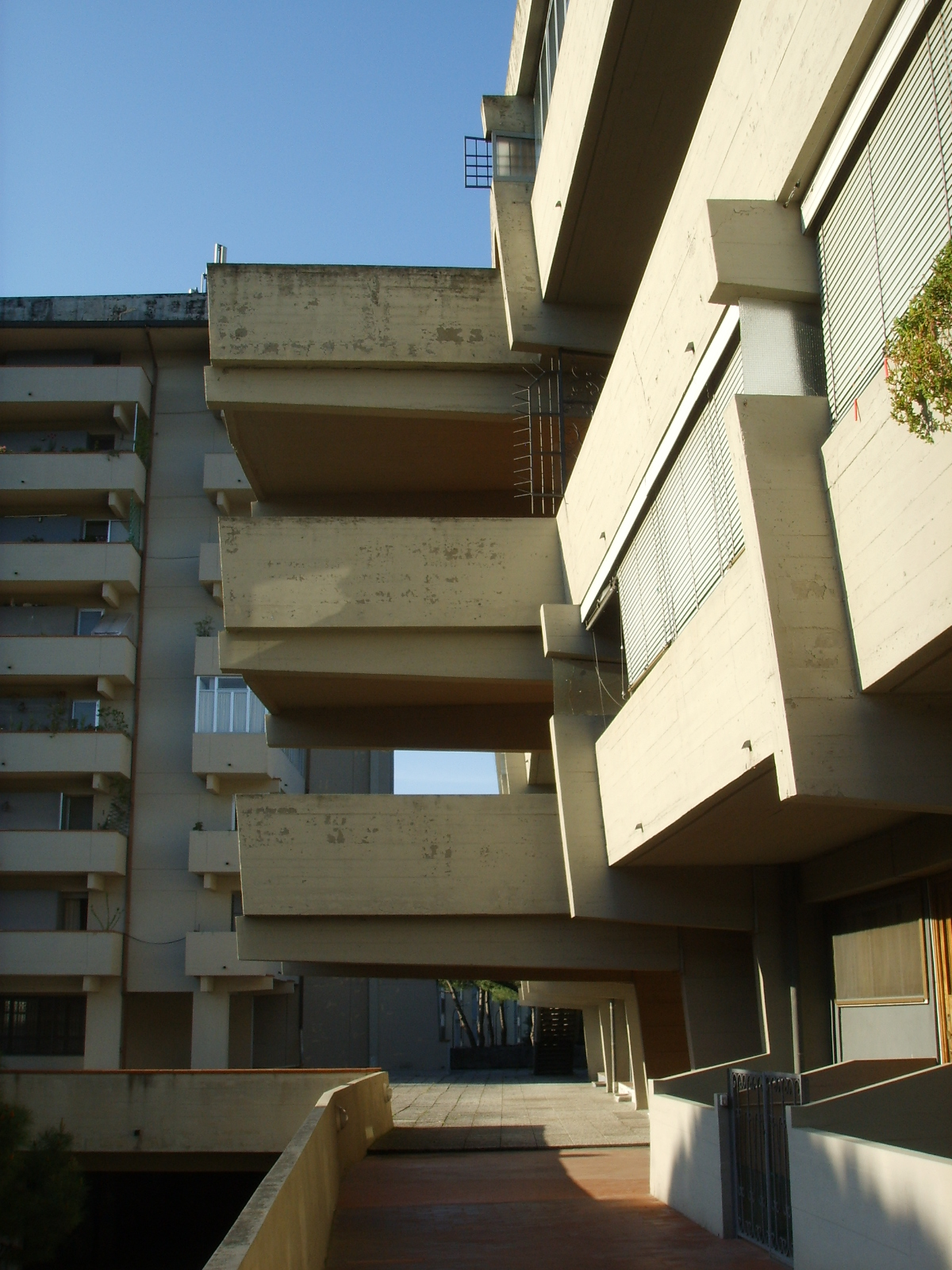
"La Nave", dettaglio

Il quartiere di Sorgane è situato al confine tra i comuni di Firenze e Bagno a Ripoli e delimitato a sud dalle pendici delle colline. Tale paesaggio urbano è pertanto caratterizzato, oltre che dalla presenza della macchia boscata e dai terrazzamenti delle retrostanti colline, dalla compresenza di elementi appartenenti alla cultura rurale (poderi coltivati, case coloniche e ville fattorie) ed alla cultura architettonica metropolitana (grandi complessi per residenze popolari). Il sistema delle infrastrutture viarie è costituito da un asse principale disposto ortogonalmente all'andamento orografico della collina (viale Croce), normalmente al quale si attestano gli assi secondari di via Tagliamento ad est e via Isonzo ad ovest, formanti con quello un reticolo ortogonale; quello delle attrezzature da due complessi scolastici ed uno sportivo, collocati rispettivamente nell'isolato compreso tra le vie Livenza e Croce ed all'estremità ovest di via Isonzo. I vari complessi abitativi di inseriscono in tale contesto ponendosi ora parallelamente ed ora perpendicolarmente a tale reticolo, taluni secondo un voluto atteggiamento di introversione (il complesso a corte progettato da Savioli), altri di autonomia, altri ancora di identificazione con l'andamento della collina (il complesso ad andamento digradante da sud verso nord progettato da Savioli, sorta di propaggine naturale del territorio). Ciascun complesso presenta un sistema di giardinetti alberati, pubblici o privati: particolare importanza assumono inoltre i percorsi pedonali, situati sia al piano terra che ai piani superiori grazie all'abbondante utilizzo da parte di ambedue i progettisti della tipologia a ballatoio.

## Architettura
Tutti i complessi progettati da Savioli (edifici A, B, C, D, E, F, G) sono caratterizzati dall'uso della tipologia a ballatoio o in linea e dalla disposizione nel lotto di pertinenza, sempre ortogonale alla maglia stradale.
I volumi sono compatti e particolare rilievo è dato all'articolazione degli elementi plastici, tutti appartenenti al medesimo lessico (balconi aggettanti su travi ricalate, tetti terrazza in cemento armato dalle forti sporgenze con profilo mistilineo, gocciolatoi emergenti e finestre riquadrate da cornici in cemento, con o senza davanzale e tettoia aggettanti) unificato dall'uso espressivo del cemento faccia vista e degli elementi prefabbricati (9 componenti elementari), dalla cui combinazione risulta la varietà e molteplicità delle soluzioni conseguite.
Gli edifici progettati da Ricci presentano un trattamento dei volumi estremamente omogeneo e compatto, tutto giocato sull'articolazione delle componenti verticali (corpi torre dei vani scale) ed orizzontali (fasce dei balconi), con un'evidente predilezione al trattamento della cortina muraria come elemento dominante e continuo. Ambedue adottano la soluzione della copertura piana e praticabile, da intendersi come spazio destinato alle funzioni collettive.
Molte delle soluzioni adottate dai progettisti risultano oggi di difficile lettura in quanto sono venuti a mancare sia quegli spazi di aggregazione sociale previsti nel piano del quartiere, sia quelle premesse (un ideale di vita poi completamente sconfessato) che avevano indotto i due architetti fiorentini a privilegiare, anche all'interno del singolo edificio, lo spazio per attrezzature collettive: alcune grandi superfici di impostazione lecorbuseriana (il tetto solarium che doveva essere luogo di gioco per i bimbi, stenditoio comune, spazio per attività condominiale; gli spazi al piano terra su piloti liberati e restituiti alla collettività, i ballatoio comuni al piano primo) hanno visto mutata la loro originaria funzione e sono oggi inutilizzate oppure, nel caso dei piani terra, utilizzate come parcheggio di motorini e autovetture.
La soluzione del cemento faccia vista inoltre, se efficace dal punto di vista plastico e cromatico, si è invece rivelata fallimentare per quanto concerne la manutenzione cosicché molte delle strutture, in particolar modo i corpi aggettanti, versano oggi in cattivo stato.

## Edifici

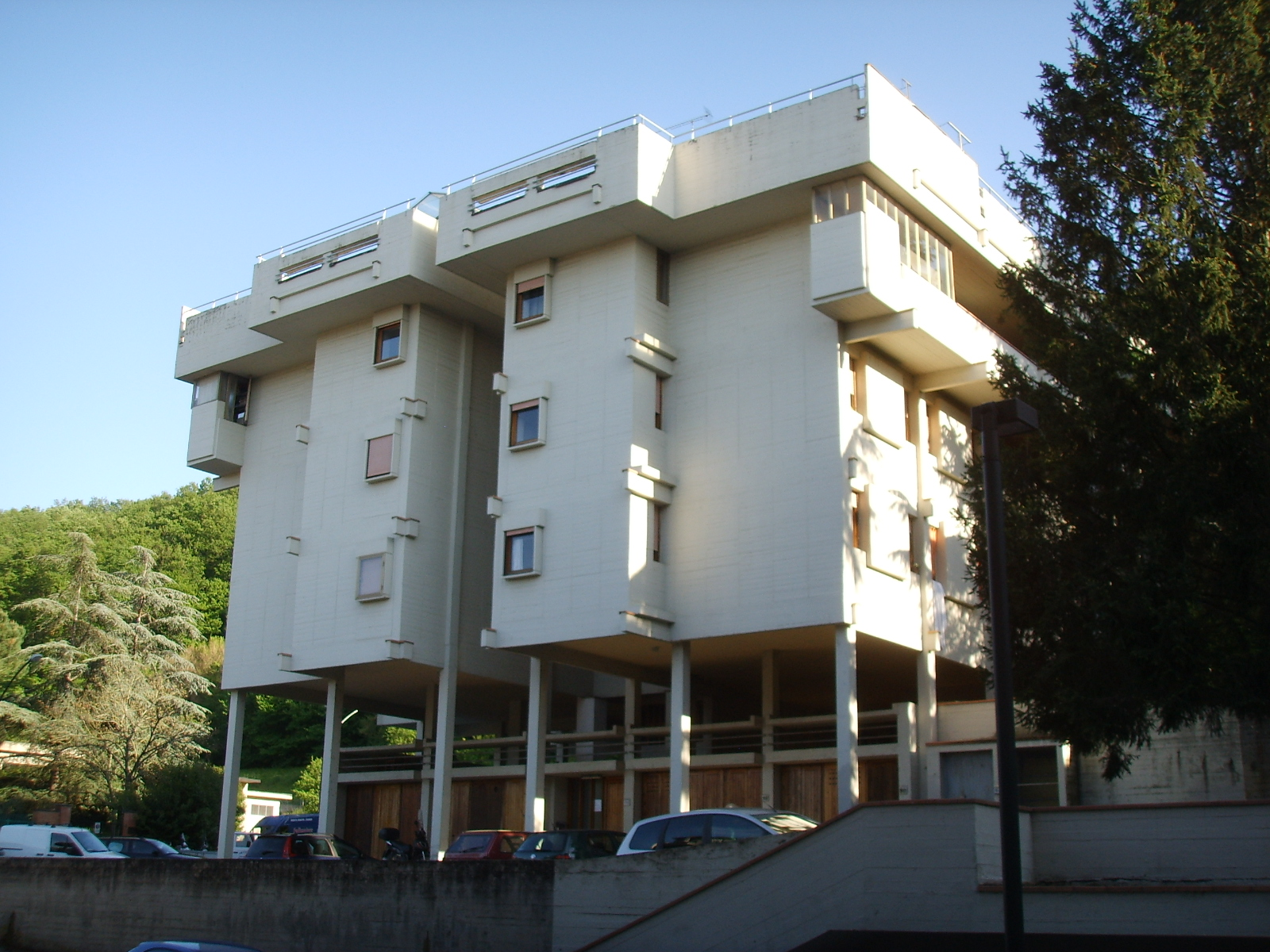
Edificio "D"

- Edificio A
- Edificio B
- Edificio C1
- Edificio C2
- Edificio D
- Edificio E
- Edificio F
- Edificio G
- Edificio La Torre
- Edificio La Nave

## Fortuna critica

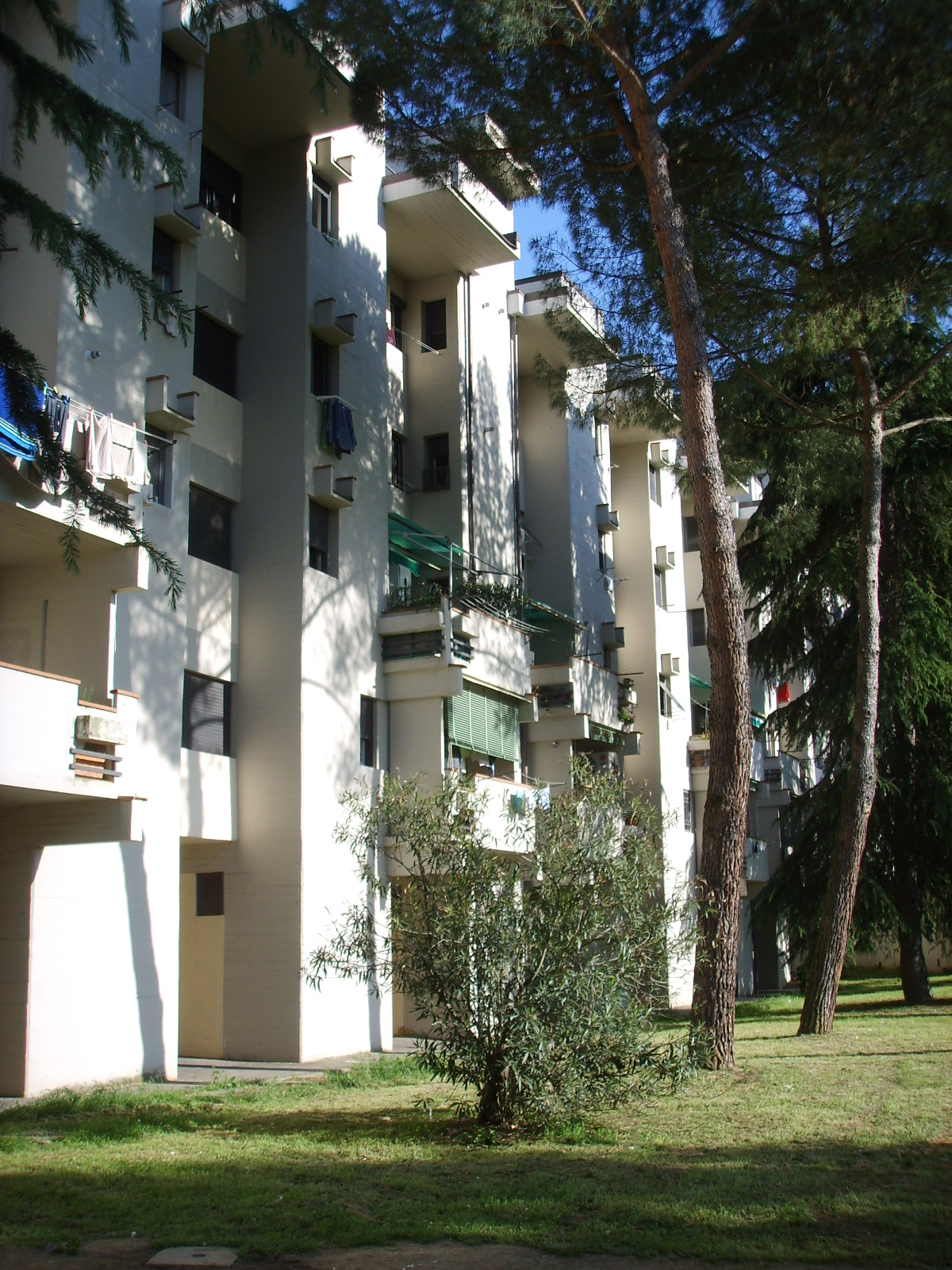
Edificio "B"

La critica ha colto anche il valore strutturale e formale delle soluzioni di Ricci, intenzionato a cercare "un nuovo modo di affrontare i problemi concernenti la forma, che non considero più in termini. Riferendosi a "La Nave" Koenig (1968) ne apprezza la "nuova dimensione" ma lamenta che "la tecnica, le difficoltà burocratiche, l'economia e la rapidità di esecuzione" abbiano impedito a Ricci "di portare fino in fondo" l'esperimento, di modo che "lo stacco" previsto, anche materico, tra macrostruttura e microstruttura formata dai singoli alloggi (che avrebbero dovuto essere prefabbricati) "non lo si avverte più". Contrariamente Zevi (1966), che aveva visto l'opera non ancora ultimata, era rimasto profondamente colpito dall'"impressionante macrostruttura", apprezzando "il taglio... spazioso" degli appartamenti "specie nei duplex (che) figurativamente scompaiono divorati dal modulo delle enormi lame" strutturali in cemento armato.
Riguardo agli edifici progettati da Savioli, preferiti al "brutalismo" ricciano per la ricerca di un abaco compositivo più intricato ed estroso (Zevi, 1968), la critica formula nel complesso un giudizio estremamente positivo, tanto che l'edificio a ballatoio ricevette il premio In/Arch nel 1963 per la dinamica elaborazione architettonica in funzione della vita della casa intesa in senso comunitario, additando una strada sufficientemente sganciata da posizioni tradizionali.
Mentre Brunetti e Fanelli (1982, 1966) sottolineano il debito dei complessi progettati da Savioli nei confronti dell'"unità di abitazione" di Le Corbusier (arricchita in questo caso dall'inconsueta articolazione di cellule grazie alla scoperta delle possibilità espressive della ripetibilità) altri ne rivendicano l'autonomia, rintracciando semmai una qualche influenza linguistica nelle esperienze giapponesi di Kunio Maekawa e Kenzō Tange e nella sintesi neoplastica dell'incastro e dello slittamento dei piani. In generale tutti concordano nel riconoscere l'erompente vitalità degli edifici progettati da Savioli, dovuta principalmente alla cura rivolta alla composizione dei volumi, dove gli elementi verticali sono rigorosamente contrappuntati da quelli orizzontali, in un originale ed efficace movimento di masse (Koenig, 1968).

## Bibliografia

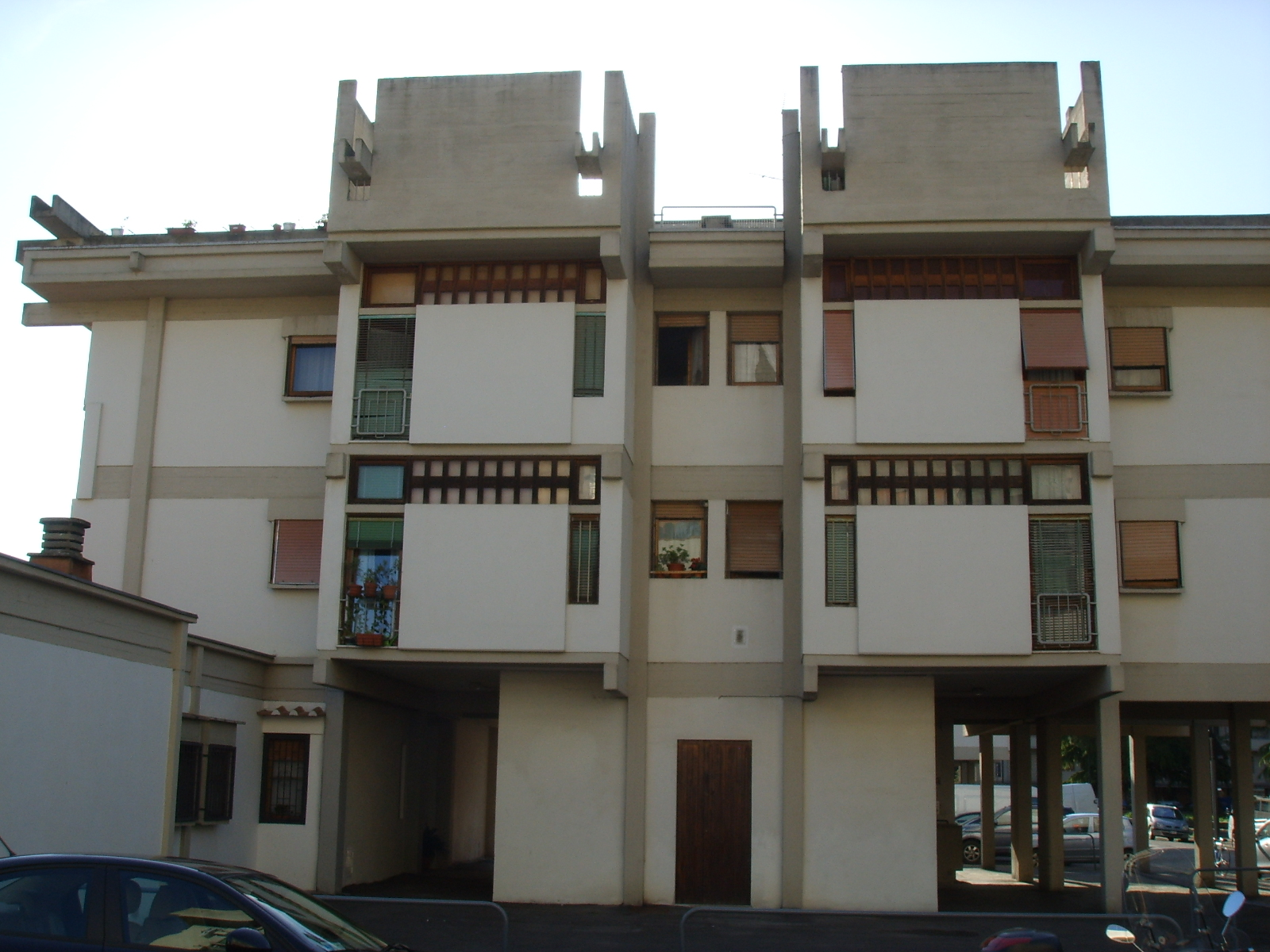
Edificio "E"